# Suriya Thata
Suriya Thata (thailändisch สุริยา ทาตา; * 27. Januar 1998) ist ein thailändischer Fußballspieler.

## Karriere
Bevor Suriya Thata im Juli 2022 einen Vertrag beim Thai League 3Drittligisten Prime Bangkok FC unterschrieb, spielte er für die Drittligisten Chainat United FC, Ubon Kruanapat FC und Thawi Watthana Samut Sakhon United FC. Bei Prime Bangkok stand er zwei Spielzeiten unter Vertrag. Für den Verein aus der Hauptstadt Bangkok bestritt er 28 Ligaspiele in der Bangkok Metropolitan Region der Liga. Im Juli 2024 wechselte er zum Zweitligisten Police Tero FC. Sein Zweitligadebüt gab Thata am 18. August 2024 (2. Spieltag) im Heimspiel gegen Nakhon Si United FC. Bei dem 2:1-Erfolg stand er in der Startelf und spielte die kompletten 90 Minuten.